# Hate It or Love It (chanson)
Singles de The Game
How We Do
(2004) Higher
(2005)
Singles par 50 Cent
Candy Shop
(2005) Just a Lil Bit
(2005)
Hate It or Love It est une chanson du rappeur californien The Game en collaboration avec l'artiste 50 Cent extrait de son premier album studio, The Documentary (2005). Le titre est sorti en tant que troisième single de l'album le 28 janvier 2005 aux États-Unis sous les labels Aftermath, G-Unit et Interscope. La chanson est écrite par Jayceon Taylor et Curtis Jackson. Elle est produite par Cool and Dre et Dr. Dre. Le morceau sample la chanson Rubber Band du groupe The Trammps.
Hate It or Love It est un succès commercial dans le monde entier. Le single culmine dans le top 10 de plusieurs pays, dont le Royaume-Uni, l'Irlande, les Pays-Bas et la Nouvelle-Zélande. Aux États-Unis, il culmine à la 2e place dans le Billboard Hot 100 et y reste pendant 5 semaines consécutives. En 2006, à la 49e cérémonie des Grammy Awards, le titre a été nommé deux fois, dont le Grammy Award de la meilleure chanson rap et le Grammy Award de la meilleure performance rap par un duo ou un groupe, mais a perdu dans les deux catégories.

## Nominations
| Année | Cérémonie              | Récompense                           | Résultat   |
| ----- | ---------------------- | ------------------------------------ | ---------- |
| 2005  | BET Awards             | Meilleure collaboration              | Nomination |
| 2005  | MTV Video Music Awards | Meilleure vidéo rap                  | Nomination |
| 2006  | Grammy Awards          | Meilleure chanson rap                | Nomination |
| 2006  | Grammy Awards          | Meilleure performance rap par un duo | Nomination |

## Classements et certifications
| Classement (2005-2006)                  | Meilleure position |
| --------------------------------------- | ------------------ |
| Allemagne (Media Control AG)            | 14                 |
| Australie (ARIA)                        | 21                 |
| Autriche (Ö3 Austria Top 40)            | 23                 |
| Belgique (Flandre Ultratop 50 Singles)  | 19                 |
| Belgique (Wallonie Ultratop 50 Singles) | 22                 |
| Danemark (Tracklisten)                  | 17                 |
| États-Unis (Hot 100)                    | 2                  |
| États-Unis (R&B/Hip-Hop Songs)          | 1                  |
| États-Unis (Pop 100)                    | 9                  |
| États-Unis (Rap Songs)                  | 1                  |
| Europe (Hot 100)                        | 12                 |
| France (SNEP)                           | 42                 |
| Irlande (IRMA)                          | 5                  |
| Pays-Bas (Nederlandse Top 40)           | 5                  |
| Nouvelle-Zélande (RMNZ)                 | 3                  |
| Norvège (VG-lista)                      | 19                 |
| Royaume-Uni (UK Singles Chart)          | 4                  |
| Suisse (Schweizer Hitparade)            | 12                 |

| Classement (2005)    | Meilleure position |
| -------------------- | ------------------ |
| Australie            | 95                 |
| Nouvelle-Zélande     | 21                 |
| Suisse               | 97                 |
| Royaume-Uni          | 49                 |
| États-Unis (Hot 100) | 24                 |

| Pays              | Certifications |
| ----------------- | -------------- |
| États-Unis (RIAA) | Or             |